# Echiniscus heterospinosus
Echiniscus heterospinosus är en djurart som tillhör fylumet trögkrypare, och som beskrevs av Walter Maucci 1954. Echiniscus heterospinosus ingår i släktet Echiniscus och familjen Echiniscidae. Inga underarter finns listade i Catalogue of Life.